# Isla Nikumaroro
La isla Nikumaroro, también conocida como isla Gardner, es un atolón de coral localizado al oeste del océano Pacífico perteneciente al grupo de las islas Fénix, en la República de Kiribati. Tiene forma triangular y elongada, con vegetación profusa y una laguna marina central. Nikumaroro tiene aproximadamente 6 km de longitud por menos de 2 km de ancho. Hay dos entradas angostas a través del borde de la isla, bloqueadas por un arrecife ancho, el cual se seca cuando la marea baja.

## Fauna
La isla Nikumaroro está habitada por cangrejos cocoteros, cangrejos ermitaños y abundante población de ratas. Es además sitio de anidación de una gran variedad de aves marinas migratorias.
Es posible observar en sus costas, abundante variedad de tiburones como el de arrecife y delfines nariz de botella.

## Flora
La isla está poblada por flora de baja altura dominado por una importante presencia de bosque autóctono del árbol de corteza Pisonia grandis y Pandanus . 

## Historia

### Reclamaciones en el sigloXIX
La isla recibió múltiples nombres durante la primera mitad del siglo XIX (isla Kemins, isla Kemis, Motu Oonga, Motu Oona, isla María Leticia). El 19 de agosto de 1840 el USS Vincennes, de la Expedición de Exploración de los Estados Unidos, confirmó su posición y registró la isla con el nombre de Isla Gardner, nombre dado originalmente en 1825 por Joshua Coffin, del ballenero de Nantucket Ganges, probablemente en honor a su padrastro, el congresista de los Estados Unidos Gideon Gardner.
En 1856, la isla fue reclamada por la compañía CA Williams & Co., de New London, Connecticut, bajo el Acta de Islas Guaneras. Los depósitos de guano nunca fueron encontrados, y los EE. UU. renunciaron a su reclamo en 1882. En 1892, la isla fue nuevamente reclamada, esta vez por el buque HMS Curacao, del Reino Unido. Casi inmediatamente, se le otorgó una licencia al empresario John T. Arundel para cultivar palmeras de coco. Allí se establecieron 29 isleños, y se construyeron algunas estructuras con techos de hierro corrugado, pero una sequía en 1893 resultó en el abandono del proyecto de explotación.

### Naufragio del SSNorwich City
El 29 de noviembre de 1929, los 35 hombres que conformaban la tripulación de la fragata británica SS Norwich City, desembarcaron en el sector noroeste de la isla durante una tormenta. Hubo al menos ocho víctimas. La tripulación restante acampó cerca de las estructuras colapsadas del proyecto abandonado de Arundel, y fue rescatada después de sobrevivir varios días en la isla.
El barco naufragado fue un punto prominente en el arrecife por setenta años, aunque para 2004 solo quedaban escombros pesados desparramados, incluyendo la maciza máquina de vapor de la nave.

### Asentamiento británico

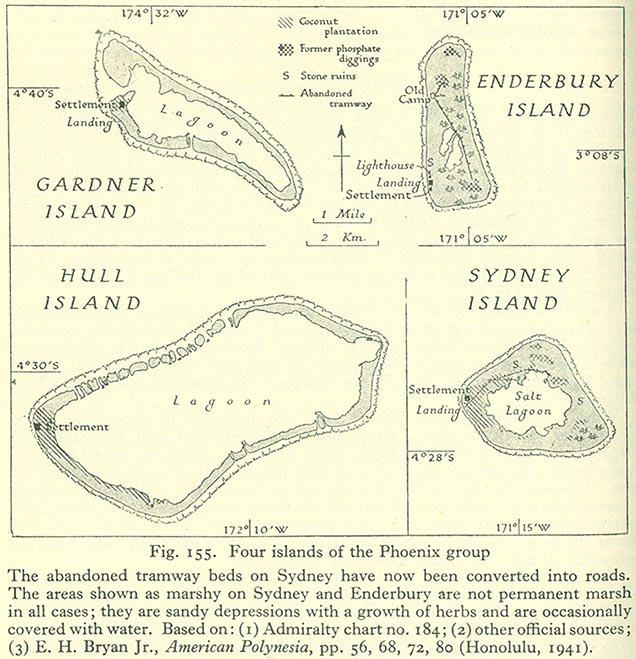
Gardner y otras de las islas Fénix, en un manual geográfico del Almirantazgo británico de 1943-45.

El 1 de diciembre de 1938, miembros de la Expedición Británica de Inspección de Islas del Océano Pacífico llegaron para evaluar la isla como una posible posición ya sea para aterrizajes de hidroaviones como para la construcción de un aeródromo. El 20 de diciembre, llegaron más oficiales británicos con veinte colonos gilbertenses en una de las últimas expansiones coloniales del Imperio británico. Los esfuerzos para preparar el terreno para el cultivo de palmeras de coco se vieron contrariados por falta de agua potable. Para junio de 1939 se habían instalado exitosamente algunos pozos. Había 58 colonos gilbertenses en la isla, incluyendo a 16 mujeres y 26 niños.
El primer supervisor de la isla y el magistrado fue Teng Koata, cuya esposa, según la leyenda local, tuvo un encuentro con la diosa Manganibuka en una parte remota de la isla. El oficial colonial británico, Gerald Gallagher (1912-1941), estableció el cuartel general del Proyecto de Colonización de las Islas Fénix en un pueblo localizado en el extremo occidental de la isla, justo al sur de la entrada más grande a la laguna. Se diseñaron anchas calles de grava coralina y un patio de armas. Las estructuras más importantes eran una casa administrativa hecha de paja, un comisariato con armazón de madera y una choza radiodifusora. De 1944 a 1945, un equipo de 25 hombres de los Guardacostas de los Estados Unidos estableció una estación de navegación LORAN en la punta sureste de la isla, instalando al menos una cabaña quonset y algunas estructuras más pequeñas. 
En la década de los 50, la población de la isla aumentó a cien personas aproximadamente; sin embargo, a principios de los 60, sequías periódicas y fuentes inestables de agua potable provocaron la evacuación en 1963 de la mayoría de los isleños por los británicos a las Islas Salomón, y para 1965, Nikumaroro estaba oficialmente deshabitada.

### Kiribati

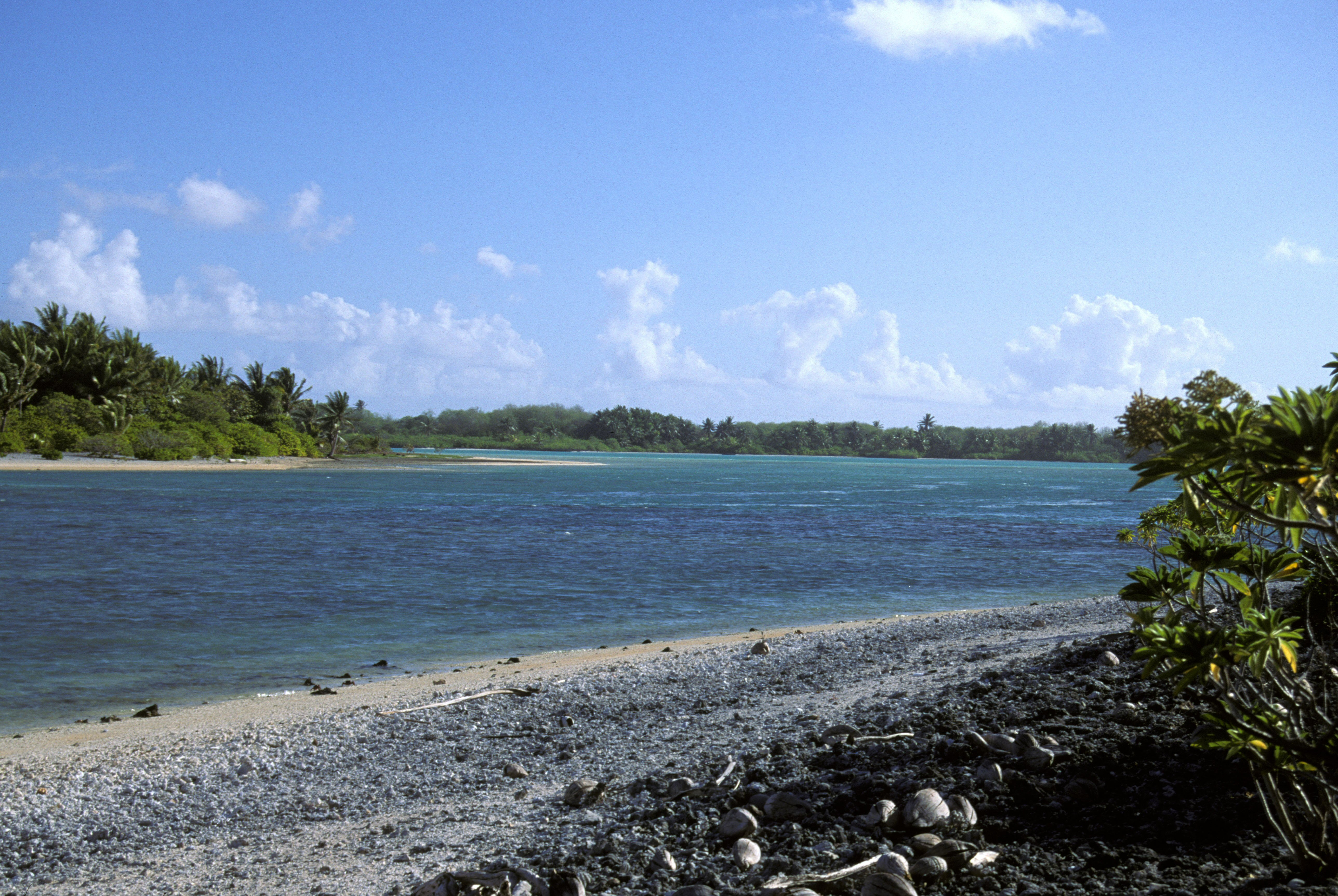
Laguna interior del atolón Nikumaroro.

En 1971, el Reino Unido concedió autonomía a las islas Gilbert, que lograron independencia completa en 1979 como Kiribati. Ese mismo año, los Estados Unidos, después de haber examinado la isla para la posible experimentación de armas, renunciaron a todos los reclamos sobre la isla Gardner, la cual fue oficialmente renombrada como Nikumaroro, un nombre inspirado por leyendas gilbertenses que fue usado por los colonos durante las décadas del 40 y del 50.
Nikumaroro es visitado esporádicamente por biólogos atraídos por sus extensos ecosistemas marinos y aviares. Los visitantes a menudo mencionan el calor ecuatorial agobiante de la isla, el coral filoso como una navaja, el denso follaje y cangrejos sumamente agresivos. Varias especies de tiburones y delfines tursiops han sido observadas en las aguas circundantes, y una cierta cantidad de éstas son tóxicas para los humanos durante ciertas estaciones. El océano más allá del arrecife es muy profundo y el único ancladero está en el extremo occidental, a través del arrecife desde las ruinas del pueblo, pero es seguro sólo cuando soplan los vientos alisios del sudeste. Desembarcar siempre ha sido difícil y es usualmente realizado al sur del ancladero.
El Grupo Internacional no lucrativo para la Recuperación Histórica de Aeronaves hizo numerosas expediciones a Nikumaroro durante los años 90. Hay pruebas documentadas, arqueológicas y anecdóticas (pero no demostradas) de que en julio de 1937 Amelia Earhart y Fred Noonan aterrizaron y murieron en la isla después de fracasar en encontrar la isla Howland durante las etapas finales de su desafortunado vuelo mundial, incluyendo indicios de que Earhart pudo haber sobrevivido por varios meses antes de que grupos británicos de inspección empezasen a llegar en 1938.
Tormentas severas en 2002 destruyeron la mayoría de las estructuras restantes en Nikumaroro, aunque la tumba de Gallagher todavía puede verse en el sitio más alto del pueblo.